# Élection gouvernorale de 2019 en Stavropol
L'élection gouvernorale de 2019 au Stavropol a lieu le 8 septembre 2019 afin d'élire pour un mandat de cinq ans le gouverneur du Kraï de Stavropol, l'un des 85 sujets de la fédération de Russie.

## Contexte

### Local
À la suite de la démission du précédent gouverneur Valery Zerenkov le 27 septembre 2013, Vladimir Vladimirov est nommé par le président russe Vladimir Poutine pour assurer l'intérim, avant de remporter la gouvernorale de septembre 2014 dès le premier tour de scrutin. Il annonce se porter candidat à un second mandat le jour 30 mai 2019, soutenu par le parti présidentiel Russie unie.

### National

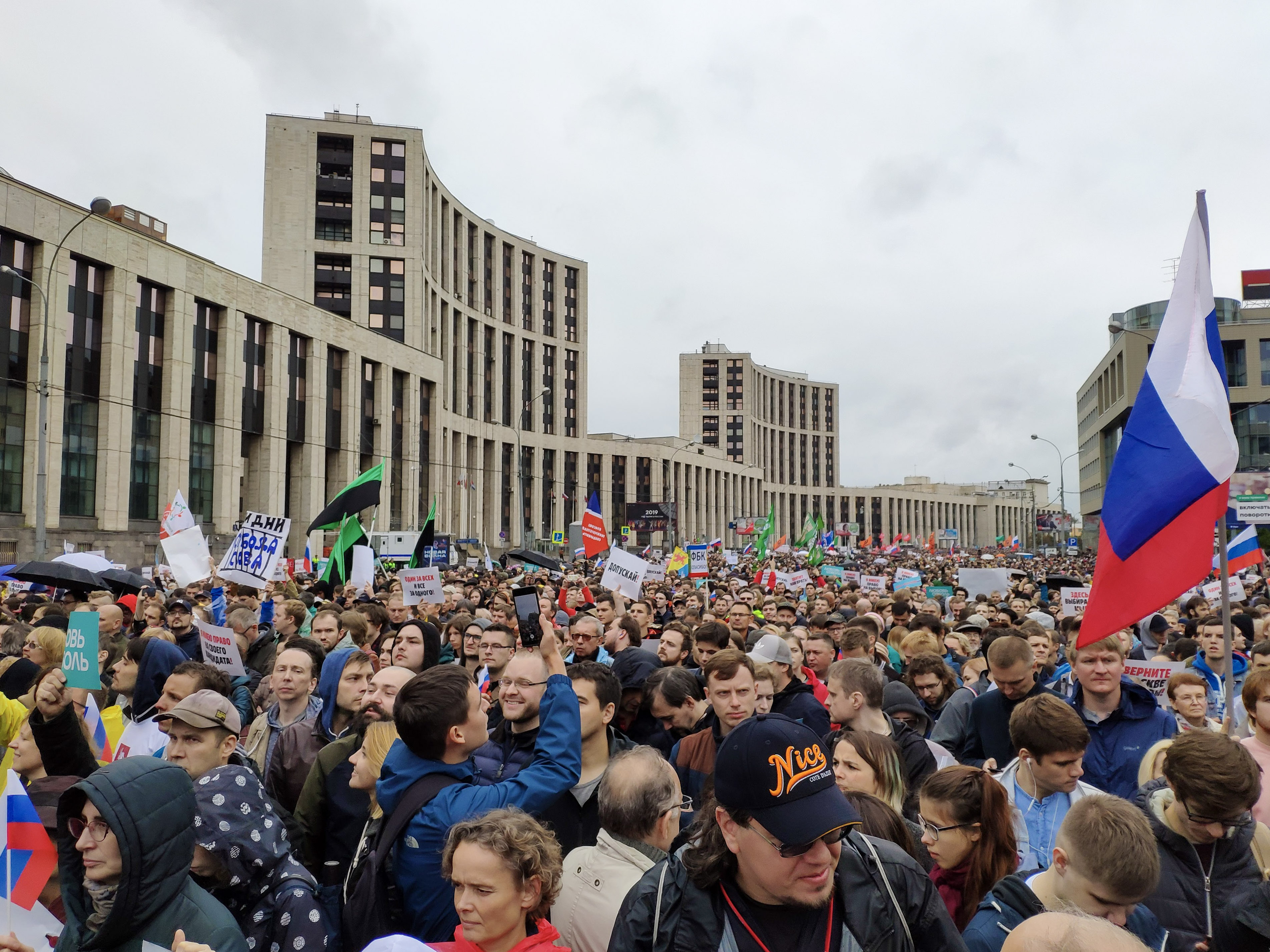
Manifestation moscovites contre l'invalidation des candidatures de l'opposition en août 2019.

Plus d'une vingtaine de scrutins sont organisés dans les sujets de Russie le huit septembre. Ces élections se tiennent dans un contexte national de grogne sociale et de stagnation économique, en partie due aux sanctions économiques infligées au pays à la suite de l'annexion de la Crimée, tandis que la popularité du parti au pouvoir, Russie unie, s'effondre à l'été 2018 du fait de l'adoption de la très impopulaire loi relevant l'âge de départ à la retraite. Pour un grand nombre des élections, le vote a lieu en l'absence des principaux candidats de l'opposition, empêchés de se présenter par la Commission électorale. En réaction, d'importantes manifestations pacifiques ont lieu au cours des deux mois précédant le scrutin pour réclamer des élections libres, notamment à Moscou où 50 000 personnes se réunissent le 10 août. Le journaliste Ilya Azar (en), l'avocate Lioubov Sobol et le militant Nikolaï Liaskine, meneurs de la contestation, sont arrêtés et placés en détention préventive pour avoir participé à des « troubles massifs ». La police procède à près de 2 700 arrestations.

## Système électoral
Le gouverneur est élu au scrutin uninominal majoritaire à deux tours pour un mandat de cinq ans. Est déclaré élu le candidat ayant recueilli la majorité absolue au premier tour. À défaut, les deux candidats arrivés en tête s'affrontent au second tour, et celui recueillant le plus de voix l'emporte. Les candidats doivent avoir au moins trente ans, ne pas avoir de double nationalité ni de permis de séjour dans un autre pays et, depuis 2013, certifier par écrit à la commission électorale qu'ils ne disposent pas de compte bancaire, espèces ou objets de valeurs à l'étranger. Dans le cas contraire, ceux ci doivent être rapatriés en Russie,.
Depuis le 1er juin 2012, l'élection des chefs des entités composant la fédération de Russie est de nouveau possible au scrutin direct, après une période de huit ans durant laquelle ils étaient directement nommés par le Président de la fédération,. Les candidats doivent cependant se soumettre à des conditions strictes de parrainage, appelées « filtre ». Le filtre impose ainsi de recueillir les signatures de soutien d'un pourcentage du total de conseillers municipaux compris entre 5 et 10 %, à l'appréciation de chaque Sujet, et des signatures d'entre 5 et 10 membres des organes exécutifs des districts municipaux, selon le même principe. Tous n'ont le droit de soutenir qu'un seul candidat, et ne peuvent se rétracter une fois leur signature notariée. Dans le Kraï de Stavropol, le pourcentage retenu par les autorités est de 6 % du total de conseillers municipaux, auquel s'ajoute une condition supplémentaire obligeant les signatures de chaque candidat à provenir d'au moins 75 % des municipalités composant le kraï.

## Résultats
| Candidats                | Candidats                | Partis                                      | Votes     | %     |
| ------------------------ | ------------------------ | ------------------------------------------- | --------- | ----- |
|                          | Vladimir Vladimirov      | Russie unie                                 | 1 000 074 | 79,64 |
|                          | Victor Sobolev           | Parti communiste de la fédération de Russie | 116 696   | 9,29  |
|                          | Gennady Efimov           | Parti libéral-démocrate                     | 49 850    | 3,97  |
|                          | Aleksandr Kouzmine       | Russie juste                                | 32 222    | 2,57  |
|                          | Nikolay Kryazhev         | Parti communiste de l'Union soviétique      | 35 546    | 2,83  |
|                          | Votes blancs et nuls     | Votes blancs et nuls                        | 21 306    | 1,70  |
|                          |                          |                                             |           |       |
| Votes valides            | Votes valides            | Votes valides                               | 1 234 388 | 98,30 |
| Votes blancs et nuls     | Votes blancs et nuls     | Votes blancs et nuls                        | 21 306    | 1,70  |
| Total                    | Total                    | Total                                       | 1 255 694 | 100   |
| Abstention               | Abstention               | Abstention                                  | 622 356   | 33,14 |
| Inscrits / participation | Inscrits / participation | Inscrits / participation                    | 1 878 050 | 66,86 |